# Roger Frugardi
Roger Frugardi, auch (spätlangobardisch) Rüdiger Frutgard (weitere Varianten: Rogerius Salernitanus, Roger Frugard, Roggerio/Ruggero di Giovanni Frugardo, Rogerus de Parma, Roger von Parma) (* um 1138 in der Po-Ebene; † um 1194) war ein lombardischer Wundarzt und Chirurg, (wohl fälschlich) genannt auch Roger von Salerno.

## Leben
Roger wurde als Sohn von Giovanni Frugardo (auch Fulgardo oder Frügard benannt) in der Po-Ebene geboren. Er war in der langobardischen Chirurgie ausgebildet und kannte die pharmazeutische Literatur der Schule von Salerno. An der die Institution der Universität mitbegründenden Artistenschule von Parma hielt er nach Einladung Guidos von Arezzo (d. J.) in den 1160er und 1170er Jahren Vorlesungen über Chirurgie.

## Werk
Die Chirurgie hörte erst mit Rogers, auch von der Medizin in der mittelalterlichen islamischen Welt beeinflussten „Practica chirurgiae“ auf, ein bloßes Handwerk zu sein. Rogers „Chirurgie“ ist um 1170 unter redaktioneller Mitwirkung seines Schülers Guido d’Arezzo der Jüngere aus Vorlesungsnachschriften an der (Medizin-)Schule von Parma entstanden, und die älteste chirurgische Schrift des abendländischen Kulturkreises. Darin wird von Roger wie dann auch von Johannes Jamatus unter anderem empfohlen bei Darmverletzungen die Wunde nach Einlage einer Holundermarkröhre über dieser zu vernähen.
Auch Roland von Parma, durch den die Chirurgenschule von Parma internationalen Ruf erlangte, war sein Schüler, der eine in Parma begonnene Zweitfassung von Rogers Chirurgie in Bologna vollendete. In Bologna war Roland Mitbegründer der Bologneser Chirurgenschule.

## Rezeption (Roger-Komplex)
Bearbeitungen von Rogers Werk liegen mit der „Rolandina“ von seinem Schüler Roland von Parma und in der „Chirurgia“ von Johannes Jamatus (Jamerius) aus Salerno vor. Der Chirurg und Arzt Wilhelm Burgensis (de Congenis) des Heerführers Simon de Montfort gab an der Medizinschule in Montpellier Vorlesungen über die Chirurgie und Wundheilung Roger Frugardis, die der Chirurg von der Weser in Form von Kommentaren in eigenen Manuskripten festhielt und in der Cyrurgia domini et magistri Willehelmi de Congenis verbreitete. Im späten 14. Jahrhundert entstand als deutschsprachige und ergänzte Bearbeitung durch einen namentlich nicht bekannten Verfasser die in der Handschrift Nr. 1224 der Leipziger Universitätsbibliothek enthaltene sogenannte Leipziger Rogerglosse.
Die umfangreiche, aus dem Lehrbuch Rogers hervorgegangene, Textgruppe von vom 12. bis zum 14. Jahrhundert entstandenen Bearbeitungen des Roger-Urtextes („Rogerina“ von 1180) und dessen Zweitauflage („Rolandina“, um 1240) wird als Rogerglosse bzw. (seit 1975) Roger-Komplex bezeichnet. Um 1250 trug ein Salerner Verfasser Inhalte des Roger-Urtextes und der Ersten (Salerner) Glosse zusammen und schob diese (etwa statt Holundermarkröhre eine tierische Luftröhre bei der Dickdarmnaht empfehlende) Vier-Meister-Glosse vier medizinischen Autoritäten des 11. bis 12. Jahrhunderts der Schule von Salerno (die Chirurgen unbekannter Herkunft Petroncello, Archimatthaeus, Platearius und Ferrarius) unter. Auch im Werk des Ortolf von Baierland ist Roger exzerpiert rezipiert.

## Werkausgabe
- Erste kritische Werkausgabe: Karl Sudhoff: Beiträge zur Geschichte der Chirurgie im Mittelalter. 2 Bände, Leipzig 1914/1918 (= Studien zur Geschichte der Medizin, 10/12), Band 2, S. 148–394, 411–461 und 487–489.
- Ruggiero: Chirurgia. In: Salvatore de Renzi, C. Daremberg, G. E. T. Henschel: Collectio Salernitana, ossia documenti inediti, e trattati di medicina appartenenti alla scuola medica salernitana. 5 Bände, Tipografia del Filiatre-Sebezio, Neapel 1852–1859; Neudruck Bologna 1967 (= Bibliotheca di storia della medicina. Band II, 1–5), Band II (1853), S. 426–496.